# Trattato internazionale

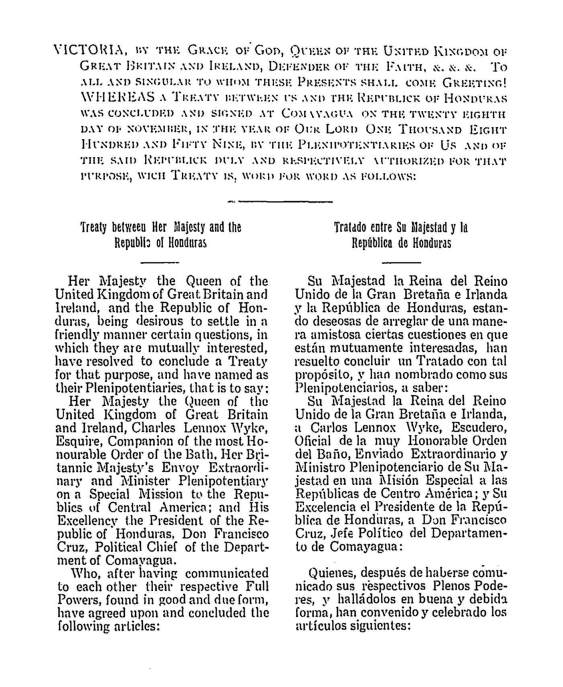
Un trattato internazionale viene solitamente redatto nelle lingue parlate dalle nazioni da esso interessate. Nell'immagine, lo stesso testo è esposto in inglese e spagnolo

Un trattato internazionale è una delle principali fonti del diritto internazionale e consiste nell'incontro delle volontà di due o più Stati diretti a disciplinare rapporti intercorrenti tra essi. Nella prassi si usano anche altre denominazioni, quali accordo, patto o convenzione (le ultime due sono di solito adottate per trattati internazionali di particolare rilevanza).
Viene usato anche il termine protocollo, di solito per indicare il trattato con il quale si stabiliscono norme integrative rispetto a quelle contenute in un altro, o si disciplina l'attuazione di un altro trattato in attesa della sua entrata in vigore (protocollo di firma), o viene regolata una questione specifica. Tradizionalmente nel testo dei trattati gli Stati tra cui intercorre l'accordo sono denominati alte parti contraenti.

## La Convenzione di Vienna sul diritto dei trattati
Essendo fonti di secondo grado, i trattati sono subordinati alle norme consuetudinarie che ne disciplinano il processo di formazione (diritto dei trattati). Dal 1980 è in vigore la Convenzione di Vienna sul diritto dei trattati redatta nel 1969 dalla Commissione ONU per la codificazione del diritto internazionale: essa riunisce le regole sulla formazione dei trattati internazionali. In aggiunta a tale convenzione vi sono inoltre quelle stipulate sempre a Vienna nel 1978 e nel 1986: la prima regola la successione degli Stati nei trattati, la seconda (non ancora entrata in vigore) regola i trattati tra Stati e organizzazioni internazionali o tra organizzazioni internazionali.
L'art. 4 della Convenzione di Vienna afferma che le regole in essa contenute, quando incorporano norme di diritto consuetudinario, valgono per tutti gli Stati e per tutti i tipi di trattati; le norme innovative introdotte nella Convenzione valgono, invece, solo per gli Stati contraenti e non hanno effetto retroattivo: si applicano cioè solo ai trattati stipulati dopo l'entrata in vigore della Convenzione.

## Procedimento di formazione dei trattati

### Procedimento in forma normale (o solenne)
Gli art. 7-16 della Convenzione di Vienna regolano la stipulazione di accordi per iscritto. Pur essendo consentito un procedimento di formazione in forma semplificata, il procedimento di formazione normale o solenne rispecchia quello seguito nei secoli dagli Stati occidentali. Vanno distinte quattro fasi.
Fase della negoziazioneLa negoziazione del testo è operata dai plenipotenziari. Essi, in base all'art. 7, predispongono il testo dell'accordo e lo sottoscrivono in forma non vincolante per i propri Stati. Dispongono dei “pieni poteri” coloro che possiedono una delega del Ministero degli Esteri per trattare in vece del proprio governo in sede di negoziazione. Pieni poteri hanno automaticamente i Capi di Stato e di governo, i ministri degli Esteri, i capi di missioni diplomatiche (solo per i trattati con gli Stati in cui operano), i delegati presso organizzazioni internazionali (solo per i trattati stipulati in seno all'organizzazione a cui appartengono). L'art. 9 stabilisce che l'adozione del testo ha luogo con il voto favorevole dei due terzi degli Stati presenti e votanti a meno che, con la stessa maggioranza, non si sia preventivamente deciso altrimenti.
Fase della firmaI negoziati si chiudono con l'apposizione della firma sul testo votato da parte dei plenipotenziari (art. 10). Il testo risulta così autenticato e un'eventuale modifica può avvenire solo attraverso un nuovo negoziato. La firma non ha valore vincolante per gli Stati.
Fase della ratificaOgni Stato si impegna a osservare il trattato attraverso la ratifica (art. 14). Il meccanismo di ratifica viene disciplinato dalle costituzioni dei singoli Stati. La Costituzione italiana, all'art. 87 comma 8, dispone che la ratifica spetti al Presidente della repubblica, previa autorizzazione delle Camere laddove ve ne sia l'obbligo, regolato dall'art. 80 che elenca le materie coperte da riserva parlamentare: trattati di natura politica, regolamenti giudiziari, variazioni del territorio nazionale, oneri alle finanze, modificazioni di leggi. Si ritiene che la ratifica del Presidente rientri tra gli atti che egli non possa rifiutarsi di sottoscrivere una volta intervenuta la delibera governativa, ma di cui può soltanto sollecitare il riesame prima della sottoscrizione. Ciò dimostra che in Italia, il potere di ratifica sia, quanto al contenuto, nelle mani del potere esecutivo e, per le categorie di trattati indicati nell'art. 80, insieme del potere esecutivo e di quello legislativo.
L'adesione, che è da equiparare alla ratifica, è il meccanismo con cui uno Stato che non ha partecipato alla negoziazione del trattato decide comunque di adottarlo. Ciò avviene solo se il trattato è aperto, prevede cioè un'esplicita clausola di adesione.
Fase dello scambio delle ratificheIl trattato entra in vigore dopo la fase dello scambio delle ratifiche tra gli Stati firmatari. Oggi si preferisce il deposito delle ratifiche (art. 16) presso uno Stato che funge da segretario o, più comunemente, presso il Segretariato Generale delle Nazioni Unite (art. 102 dello Statuto ONU). Il trattato entra in vigore negli Stati che hanno depositato la ratifica. La registrazione dei trattati presso l'ONU permette di invocare tale trattato di fronte all'Assemblea generale.

### Accordi in forma semplificata
Nella prassi internazionale sempre più comuni stanno diventando gli accordi in forma semplificata, anche detti accordi informali, che entrano in vigore per effetto della sola sottoscrizione del testo da parte dei plenipotenziari (art. 12), che così esprimono la piena e definitiva manifestazione di volontà degli Stati di appartenenza. Tali accordi, secondo un'interpretazione estensiva dell'art. 80 della Costituzione italiana, sarebbero possibili in Italia per tutte le materie non coperte da riserva parlamentare per la ratifica.
Gli Esecutivi della maggior parte degli Stati preferiscono adottare accordi semplificati: nella dottrina italiana si è espressa l’opinione che «tale discrezionalità deve però essere esercitata nel senso che, in caso di dubbio, il governo è tenuto a sottoporre un trattato al sindacato del parlamento, piuttosto che nel senso inverso … in ragione dell’intento garantista del Costituente»; ma si è anche segnalata come imprescindibile la considerazione che "nella prassi spesso il governo non ha adempiuto al dettato costituzionale". Ma anche negli USA la forma degli executive agreements è particolarmente invalsa e questo ha prodotto una giurisprudenza costituzionale volta a prevenire aggiramenti delle garanzia costituzionali: dalla sentenza Reid contro Covert si è vietato che, per mezzo degli accordi in forma semplificata stipulati dal governo statunitense con Stati esteri, possano essere violati vincoli costituzionali; gli executive agreements, stipulati dal Presidente su materie tecnico-amministrative e di ambito militare, sono entrati sempre più nella judicial review quando hanno recentemente esteso la loro portata anche su materie di diritti tutelati dalla Costituzione.
L'accordo misto può essere ratificato tramite procedura normale o concluso in forma semplificata a discrezione degli Stati. Gli accordi formatisi esclusivamente nell'ambito di organizzazioni internazionali, come alcune dichiarazioni di principi dell'ONU, sono adottate in forma semplificata. Diverse sono le intese tra governi dove non vi è esplicita volontà di legarsi all'accordo giuridicamente e che quindi valgono finché valgono: assimilabili alle intese sono i trattati segreti che, non potendo essere invocati di fronte all'ONU, non hanno valenza giuridica internazionale. L'applicazione provvisoria dei trattati è un meccanismo usato in trattati adottati in forma normale che prevedono la loro provvisoria entrata in vigore nel corso del processo di ratifica solenne degli Stati firmatari. L'effettivo valore giuridico di tali trattati applicati in via provvisoria è oggetto di discussione.

## Effetti, clausole e riserve
Un trattato internazionale, essendo un accordo che vincola due o più parti e avendo quindi natura negoziale, presenta molti profili comuni a gran parte delle discipline contrattuali dei vari diritti interni.
Efficacia dei trattatiIl trattato vincola soltanto i soggetti che vi aderiscono e gli altri che ne fanno successivamente adesione, se il trattato lo permette (antico brocardo latino sui contratti: Pacta tertiis nec nocent nec prosunt). Possono anche essere presunte partecipazioni di Stati terzi che non figurino parti del trattato, ma che abbiano comunque manifestato anche implicitamente di accettarne gli effetti. Come nei contratti, la situazione inversa è ammessa qualora gli accordi presi dagli Stati che partecipano al trattato traggano benefici a Stati terzi, ma questi non possono invocare, almeno secondo la prassi consolidata, l'applicazione del trattato da loro non sottoscritto. La stessa Convenzione di Vienna conferma questo impianto, stabilendo all'art.34 che «un trattato non crea obblighi o diritti per un terzo Stato senza il suo consenso». Vi è conferma nel successivo art.35, che evidenzia la necessità di un'esplicita volontà ad obbligarsi degli Stati stipulanti ed un'accettazione dello Stato terzo, ma l'art.36 crea un parametro interessante, stabilendo che il consenso è presunto fino ad indicazioni contrarie, ovvero con fatti concludenti dello Stato terzo che evidenzino la sua volontà di accettare le disposizioni del trattato. L'art. 37 contempera questo parametro piuttosto esteso e favorevole con la possibilità di revoca in qualsiasi momento del diritto accettato dallo Stato terzo, a meno che quanto previsto non sia irrevocabile sotto espressa pattuizione nel trattato.
Incompatibilità tra trattatiProblema più delicato riguarda l'incompatibilità dei trattati, ovvero situazioni in cui dei trattati siano in contraddizione tra loro. Le ipotesi di scuola sono due trattati dello Stato A rispettivamente con gli Stati B e C, nei quali lo Stato A si impegni col primo ad una determinata cosa e con l'altro a prestazioni contrarie o che pregiudichino il primo; oppure in un accordo multilaterale, dove tutti gli Stati si accordano ad una determinata prestazione, salvo poi alcuni di essi regolarla diversamente con un trattato successivo. In questi casi vanno applicati due principi: la "successione dei trattati nel tempo", secondo la quale l'ultimo cronologicamente abroga gli altri (similmente alla successione delle leggi nei diritti interni), e quello già menzionato dell'"inefficacia dei trattati rispetto ai terzi". Ne discende che nell'ultimo caso lo Stato è obbligato nei confronti di chi ha modificato secondo quanto previsto dai trattati successivi, mentre da chi ne è rimasto fuori nel primo. Sarà in ogni caso inadempiente commettendo un illecito internazionale e verrà poi sanzionato. Il primo caso è più semplice, rientra totalmente nell'inefficacia di un contratto verso terzi e lo Stato in posizione incompatibile sarà anche in questo caso gioco-forza costretto a commettere un illecito internazionale.
Clausole di compatibilità o subordinazioneInteressanti sono anche le clausole di compatibilità o subordinazione, inserite nei trattati per sottoporre determinate previsioni a trattati preesistenti. In caso di contrasti decadono, lasciando spazi ad ulteriori e successivi negoziati o la possibilità, se prevista, di sciogliersi dagli impegni. Un'importante clausola di compatibilità è contenuta in uno dei maggiori trattati internazionali, il trattato CE, che all'art. 307 stabilisce: «le disposizioni del presente trattato non pregiudicano i diritti e gli obblighi derivanti da convenzioni concluse anteriormente al 1º gennaio 1958 o, per gli Stati aderenti, anteriormente alla data della loro adesione, tra uno o più Stati membri da una parte e uno o più Stati terzi dall'altra. Nella misura in cui tali convenzioni sono incompatibili col presente trattato, lo Stato o gli Stati membri interessati ricorrono a tutti i mezzi atti ad eliminare le incompatibilità constatate. Ove occorra, gli Stati membri si forniranno reciproca assistenza per raggiungere tale scopo, assumendo eventualmente una comune linea di condotta.»
RiservaLe riserve sono, invece, delle manifestazioni di volontà di uno o più Stati che non intendono accettare certe clausole di un trattato, oppure intendono apportare modifiche o, ipotesi più particolare, le accettano ma solo in una determinata chiave interpretativa (in questo caso vengono chiamate riserve interpretative). In caso di riserva, il trattato è pienamente vincolante tra gli altri Stati, mentre lo è per lo Stato che ha espresso la riserva soltanto nei punti che non ne siano stati colpiti. Questo strumento ha una certa rilevanza soltanto in trattati che coinvolgono un numero elevato di Stati, dato che in una situazione bilaterale è molto più semplice ed efficace chiedere direttamente modifiche alla controparte. In Italia si pone il problema della riserva posta dal Parlamento, ma eventualmente non seguita dal Governo, nei casi previsti dall'art. 80 Cost. La questione è dibattuta e quantomai incerta, ma non interessa il diritto internazionale, dato che comunque la volontà dello Stato risulta comunque raggiunta.

## Interpretazione
Il trattato una volta firmato e ratificato necessita d'interpretazione. Ci si è chiesti in ambito giuridico se tale operazione debba essere di tipo subiettivistico (ricalcando quindi la disciplina contrattuale solita del diritto interno) od obiettivistico. Dopo una tendenza iniziale verso la prima soluzione, oggi la prassi sostiene il tipo obiettivistico. L'interpretazione valida è quindi quella desumibile dalle parole del trattato, senza possibilità di agganciarsi ad effettive volontà degli stipulanti. Nondimeno, i lavori preparatori non hanno carattere interpretativo principale, ma soltanto sussidiario, potendo intervenire solo in testi lacunosi ed ambigui. L'unica deroga effettiva la possiamo trovare nella Convenzione di Vienna, laddove sancisce che un'interpretazione può essere desunta da una parola in un senso meno chiaro di un altro solo se risulta in maniera ineccepibile dal trattato.
Al metodo obiettivistico sono affiancati alcuni principi generali di diritto relativi alla materia contrattuale tipici di qualsiasi ordinamento. A parità di significati si sceglie la più favorevole per la parte più onerata, interpretazione estensiva o restrittiva, ecc.

## Successione
Si ha successione, eventuale, in un trattato quando uno Stato subentra a un altro per varie ragioni: una parte del territorio viene ceduta o conquistata da altri Stati, oppure si unisce o annette a un altro Stato, oppure uno Stato si dissolve e ne nascono altri. La materia è regolata dalla Convenzione di Vienna sulla successione degli Stati rispetto ai trattati del 1978, entrata in vigore soltanto nel 1996 e ratificata nel 2006 soltanto da 22 Stati.
Esistono comunque prassi consolidate e ben definite.
Una prima grande distinzione è tra trattati localizzabili o meno: i primi riguardano l'utilizzo di alcune parti del territorio e solitamente si considera successore lo Stato subentrante.
I trattati non localizzabili invece, per le loro caratteristiche, si differenziano anche a causa di una prassi non molto certa.
Il principio utilizzato in genere per la successione dei trattati non localizzabili è quello della tabula rasa: il nome indica che lo Stato non subentra automaticamente in nessun accordo.
La tabula rasa, in particolare, si applica in questi casi:
- distacco di porzione di territorio dallo Stato
  - cessione o conquista di Stato altrui: oltre alla tabula rasa, ricorrente in quella porzione, si applica un altro principio, "della mobilità delle frontiere", che fa sì che si applichino automaticamente i trattati e gli accordi in vigore nel nuovo Stato
  - secessione: si ha con formazione di uno o più Stati dopo il distacco e è ovvia in questo caso la tabula rasa
- smembramento: differente dalle ipotesi cui sopra, perché gli Stati sorti dall'operazione non hanno alcun elemento continuativo nell'apparato governativo con quello precedente[8]

La regola della tabula rasa subisce alcune deroghe:
- gli accordi di devoluzione, nei quali un nuovo Stato si vincola a subentrare nei vecchi accordi firmati dalla vecchia madre-patria[9]
- la notificazione di successione nell'ambito dei trattati multilaterali. Quest'ultimo caso è particolare perché, laddove nei trattati bilaterali occorre una rinegoziazione ambo le parti, in quelli multilaterali il nuovo Stato può subentrare al precedente operando ex tunc e non ex nunc, ovvero mantenendo l'anzianità tramandatagli dallo Stato precedente.

Più controverso è il tema della successione in caso di eventi che stravolgano soltanto la forma di Stato e/o di governo di uno Stato, come l'Unione Sovietica dopo la rivoluzione russa o il Cile dopo il golpe di Pinochet: in questo caso, nonostante la dottrina sia molto incerta, la prassi ritiene che lo Stato succeda comunque ai trattati, salvo quelli divenuti incompatibili con il nuovo regime.

## Esempi

### Alcuni trattati storici
- Trattato di Anagni
- Trattato di Maastricht
- Trattato di Osimo
- Trattati di Roma, che hanno costituito le Comunità europee
- Trattato di Verdun
- Trattato di Versailles
- Accordi di Schengen
- Accordi bilaterali tra Svizzera e Unione europea
- Trattati di Parigi (1947)

### Trattati internazionali per la protezione della natura
- Convenzione sulla diversità biologica
  - Protocollo di Cartagena sulla biosicurezza
- Convenzione quadro delle Nazioni Unite sui cambiamenti climatici
  - Protocollo di Kyōto sulle emissioni di gas serra nell'atmosfera
- Convenzione contro la desertificazione
- Convenzione di Ramsar sulle zone umide di importanza internazionale
- Convenzione sul patrimonio dell'umanità dell'UNESCO
- Convenzione di Washington sul commercio delle specie minacciate o CITES
- Convenzione sulle specie migratorie o Convenzione di Bonn
- Convenzione di Barcellona per la protezione del Mediterraneo dall'inquinamento
- Convenzione di Berna per la conservazione della fauna selvatica europea e degli habitat naturali.